# Ушаковка (Ростовская область)
Ушако́вка — хутор в Тарасовском районе Ростовской области, недалеко от границы с Украиной.
Административный центр Войковского сельского поселения.

## История
Неподалёку от территории хутора Ушаковка протекает река Деркул, которая впадает в реку Дон. Эта местность располагается на расстоянии 70 верст от окружной станицы, на равнинной территории по левой стороне реки. Сам хутор окружен рекой Прогной и разделяет её на несколько частей. На реке Деркул была построена мельница. Частью этих территорий и проживающими на них крестьянами владел казак Иван Ушаков. У него, согласно ревизионным данным, числилось 11 душ мужского пола по состоянию на 1763 год. К концу 1764 года численность составляла 16 душ. В 1790 году полковой есаул Митякинской станицы Иван Ушаков заявил, что ещё его дед владел территорией близ реки Деркул с сенокосными и хлебопахотными местами. Землей в той местности также владела вдова старшины Авдонья Лазарева. 20 июня 1789 года есаул Ушаков получил разрешение занять место и организовать на нём хутор, с территорией для скотоводства и хлебопашества в урочище Усть-Дерезового буерака. Согласно данным 1838 года, юрта хутора Ушаков расположена с левой стороны Деркула, в ней числился 41 двор.

## Население
| 2010 |
| ---- |
| 207  |

## Улицы
На хуторе имеются две улицы — Заречная и Речная.